# Lukostřelba na Letních olympijských hrách 1984
Lukostřelba na Letních olympijských hrách 1984 probíhala v parku El Dorado Park v Long Beach.

## Medailisté

### Muži
| Kategorie   | Zlato                                       | Stříbro                                         | Bronz                             |
| ----------- | ------------------------------------------- | ----------------------------------------------- | --------------------------------- |
| Jednotlivci | Darrell Pace · Spojené státy americké (USA) | Richard McKinney · Spojené státy americké (USA) | Hiroshi Yamamoto · Japonsko (JPN) |

### Ženy
| Kategorie     | Zlato                              | Stříbro                  | Bronz                          |
| ------------- | ---------------------------------- | ------------------------ | ------------------------------ |
| Jednotlivkyně | Seo Hyang-Soon · Jižní Korea (KOR) | Li Lingiuan · Čína (CHN) | Kim Jin-Ho · Jižní Korea (KOR) |

## Medailové pořadí
| Pořadí | Země                         | Zlato | Stříbro | Bronz | Celkově |
| ------ | ---------------------------- | ----- | ------- | ----- | ------- |
| 1.     | Spojené státy americké (USA) | 1     | 1       | 0     | 2       |
| 2.     | Jižní Korea (KOR)            | 1     | 0       | 1     | 2       |
| 3.     | Čína (CHN)                   | 0     | 1       | 0     | 1       |
| 4.     | Japonsko (JPN)               | 0     | 0       | 1     | 1       |